# Aliança d'empreses
|  | Aquest article tracta sobre el concepte general empresarial. Si cerqueu la forma jurídica a Espanya, vegeu «Unió Temporal d'Empreses». |

Una aliança d'empreses (en anglès: joint venture, que literalment significa 'empresa conjunta') és una aliança de dues empreses que tenen un tipus d'acord comercial d'inversió econòmica compartida a llarg termini, entre dues o més persones (normalment persones jurídiques o comercials). No cal que una joint venture es constitueixi com una companyia i entitat legal separada. La joint venture també es coneix com a empresa de risc compartit. Per aconseguir l'objectiu comú, dues o més empreses es posen d'acord en fer aportacions de diversos tipus. L'aportació pot consistir en primeres matèries, capital, tecnologia, coneixement del mercat, sistemes de distribució, recursos humans, finançament o màrqueting de productes. Tanmateix, és necessari tenir un compromís a llarg termini, i les empreses han de ser independents entre elles sense fusions ni absorcions.

## Formes jurídiques
A Espanya, les aliances d’empreses poden adoptar diverses formes jurídiques, cadascuna amb les seves pròpies característiques i avantatges. Una de les opcions més comunes és la Joint Venture Contractual (CJV per les inicials en anglès), on les empreses col·laboren sense crear una nova entitat jurídica. Aquesta fórmula és ideal per a projectes a curt termini, ja que ofereix una major flexibilitat i menor complexitat administrativa.
D’altra banda, la Joint Venture Societària (EJV) implica la creació d’una nova societat amb personalitat jurídica pròpia. Aquesta opció és adequada per a projectes a llarg termini que requereixen una estructura més sòlida i un major control. Les empreses participants aporten capital i recursos a aquesta nova entitat, compartint riscos i beneficis de manera equitativa.
Dins de les EJV, hi podem trobar sobretot tres opcions. La primera d'elles és la Unió Temporal d’Empreses (UTE), una associació temporal de diverses empreses per a la realització d’un projecte concret. Aquesta opció és freqüent en sectors com la construcció o l’enginyeria, on es necessiten col·laboracions específiques i temporals. Cada empresa manté la seva independència jurídica i fiscal, simplificant la gestió administrativa.
Les empreses també poden optar per crear una Societat de responsabilitat limitada, que ofereix una responsabilitat limitada als socis. Aquesta fórmula és adequada per a projectes amb necessitats de capital moderades i proporciona una estructura empresarial més senzilla. Per a projectes amb necessitats de capital elevades, una Societat anònima pot ser la millor opció. Aquesta forma jurídica permet captar inversors a través de la borsa, oferint una major transparència i regulació.
Els criteris per escollir la forma jurídica adequada inclouen la durada del projecte, la complexitat i el control necessaris, la compartició de riscos i beneficis, i les necessitats de capital. Projectes a curt termini poden beneficiar-se de fórmules més flexibles com la CJV o la UTE, mentre que projectes a llarg termini poden requerir una EJV o una societat limitada/anònima. La necessitat de major control i estructura pot inclinar la balança cap a una EJV o una societat limitada/anònima, mentre que la protecció de la responsabilitat personal dels socis és un factor clau per a les societats limitades i anònimes.